# Stanisław Tamm
Stanisław Lech Tamm (ur. 8 kwietnia 1960 w Wałczu) – polski urzędnik samorządowy i państwowy, były wojewoda koniński i wielkopolski.

## Życiorys
Ukończył studia na Wydziale Maszyn Roboczych i Pojazdów Politechniki Poznańskiej. Był zatrudniony w Kopalni Węgla Brunatnego Konin, działał w zakładowej „Solidarności”.
W 1991 został wicewojewodą konińskim, w 1997 objął stanowisko wojewody. Po reformie administracyjnej pełnił funkcję II wicewojewody wielkopolskiego, a w latach 2000–2001 sprawował urząd wojewody. Następnie został dyrektorem Wydziału Działalności Gospodarczej Urzędu Miasta Poznania. 11 stycznia 2010 objął obowiązki sekretarza Miasta Poznań. W 2014 bez powodzenia kandydował do sejmiku wielkopolskiego z listy komitetu Teraz Wielkopolska.

## Odznaczenia
- Krzyż Kawalerski Orderu Odrodzenia Polski (2013)[1]